# 1942 год в истории изобразительного искусства СССР
1942 год был отмечен рядом событий, оставивших заметный след в истории советского изобразительного искусства.

## События
- 1 января в Москве в Центральном выставочном зале Московского товарищества художников (Кузнецкий мост, 11) открылась выставка "Пейзаж нашей Родины". Экспонировалось 188 произведений 88 авторов[1].
- 2 января в Ленинграде в Малом зале Ленинградского Союза советских художников открылась "Первая выставка работ ленинградских художников в дни Великой Отечественной войны".[2]
- В феврале преподаватели и студенты Ленинградского института живописи, скульптуры и архитектуры и Средней художественной школы, остававшиеся в блокадном Ленинграде, были эвакуированы по Дороге жизни через Ладожское озеро на Большую землю, а затем в Самарканд, откуда возвратились в июле 1944 года после полного снятия блокады Ленинграда.
- 12 июля в Москве в ГМИИ им. А. С. Пушкина открылась выставка "Работы московских художников в дни Великой Отечественной войны". Экспонировалось 585 произведений 122 авторов[3].
- В августе в Москве в ГМИИ им. А. С. Пушкина открылась "Выставка работ ленинградских художников в дни Великой Отечественной войны". Экспонировалось 316 произведений живописи, графики, скульптуры 83 авторов[4].
- 7 ноября в Москве в Третьяковской галерее открылась Всесоюзная выставка живописи, графики, скульптуры и архитектуры "Великая Отечественная война". Выставка работала по декабрь 1943 года. Экспонировалось 849 произведений 255 авторов.

## Скончались
- 29 января — Гринберг Владимир Ариевич, российский советский живописец, график и педагог (род. в 1896)
- 2 февраля — Загоскин Давид Ефимович, советский живописец, график и педагог (род. в 1900).
- 5 февраля — Карев Алексей Еремеевич, русский советский живописец, график и педагог (род. в 1879).
- 7 февраля — Билибин Иван Яковлевич, русский график, живописец и педагог (род. в 1876).
- 9 февраля — Бубликов Николай Евлампиевич, русский советский живописец-маринист (род. в 1871).
- 19 февраля — Фёдоров Василий Фёдорович, русский советский живописец (род. в 1894).
- 23 февраля — Почтенный Алексей Петрович, российский советский живописец и график (род. в 1895).
- 25 февраля — Савинов Александр Иванович, русский советский живописец, график и педагог (род. в 1881).
- 18 октября — Нестеров Михаил Васильевич, русский советский живописец, Заслуженный деятель искусств РСФСР (род. в 1862).
- 29 декабря — Радлов Николай Эрнестович, русский и советский художник, искусствовед, педагог (род. в 1889).

Полные данные неизвестны
- Февраль — Маркин Сергей Иванович, русский советский живописец, декоратор и график (род. в 1903).
- Киплик Дмитрий Иосифович, русский советский живописец и педагог, автор трудов по технологии живописи (род. в 1865).
- Лапшин Николай Фёдорович, русский советский живописец, график, педагог (род. в 1888).
- Дорфман Елизавета Григорьевна, советский художник-график (род. в 1899).

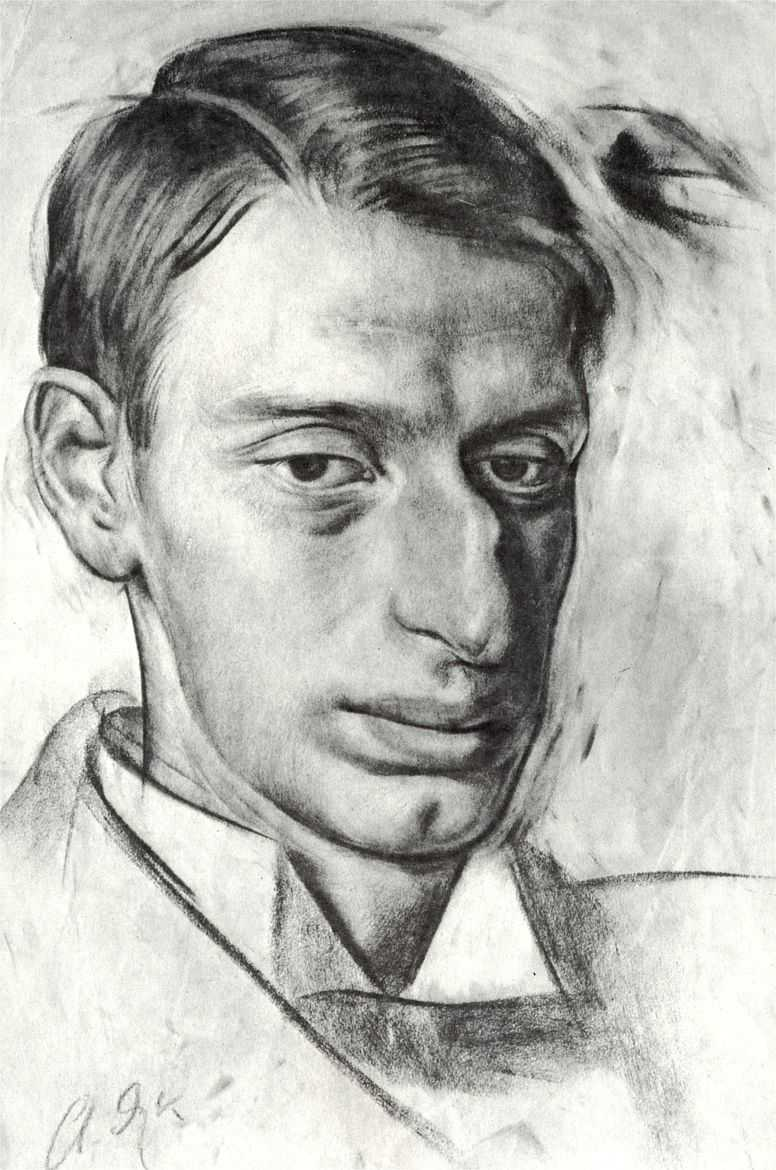
Николай Радлов
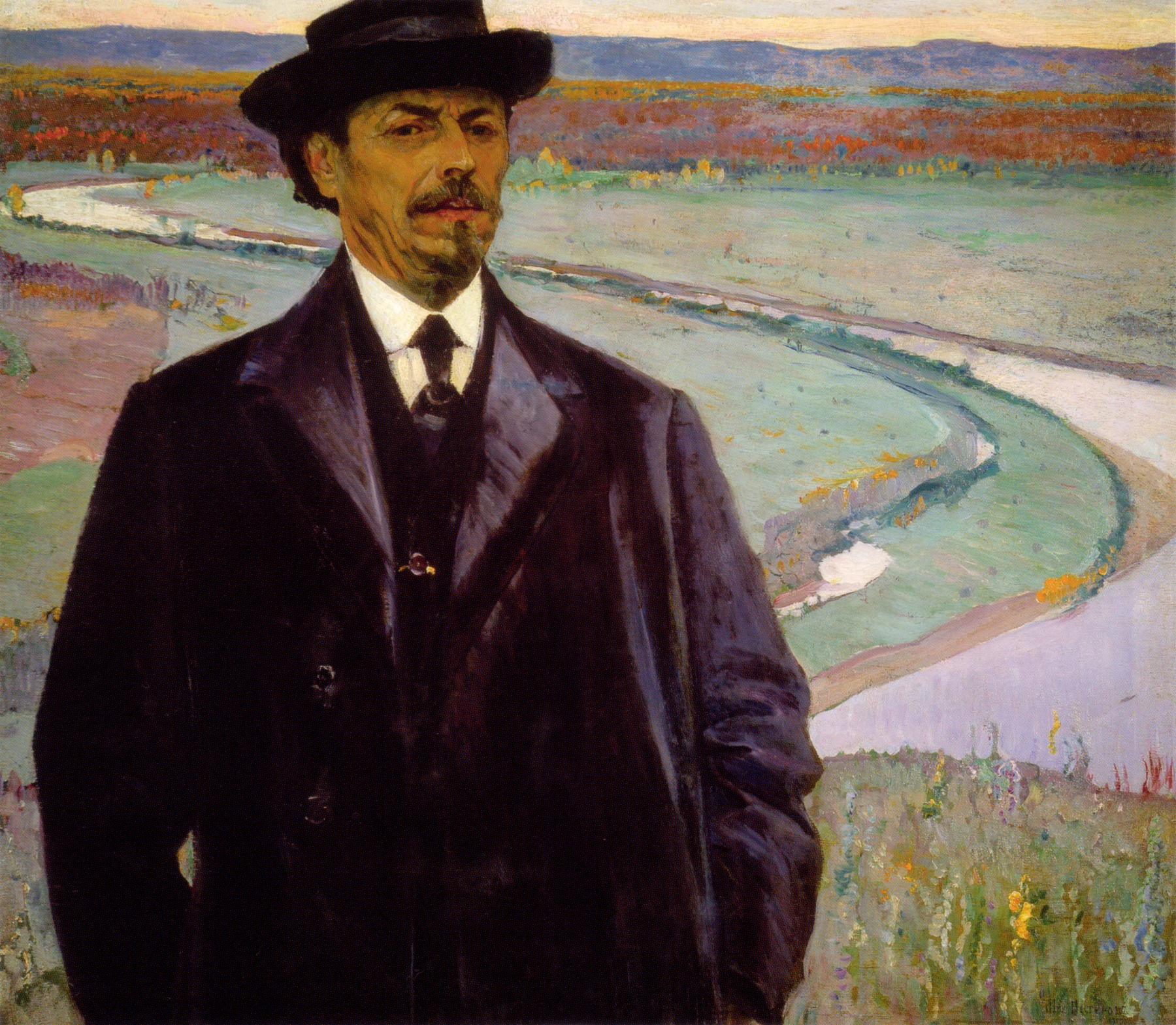
Михаил Нестеров
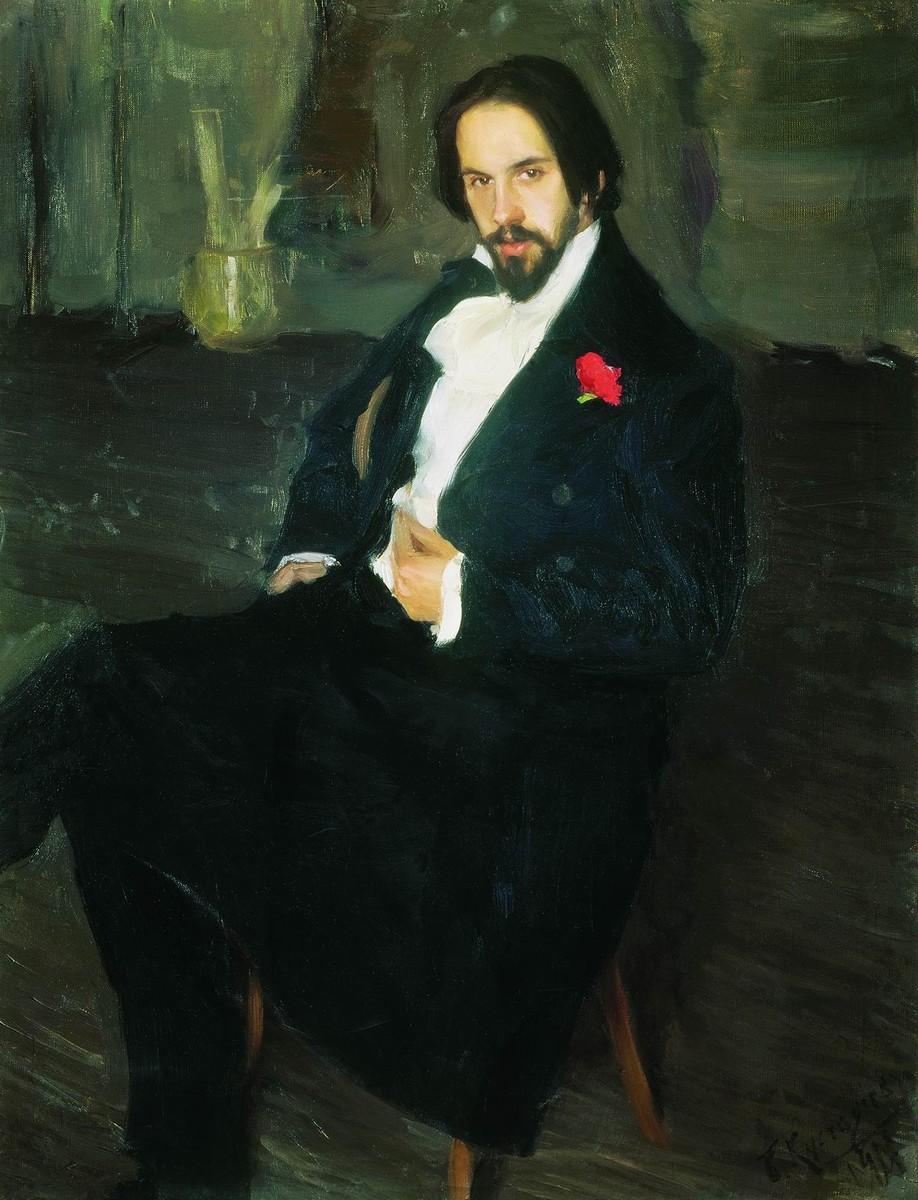
Иван Билибин
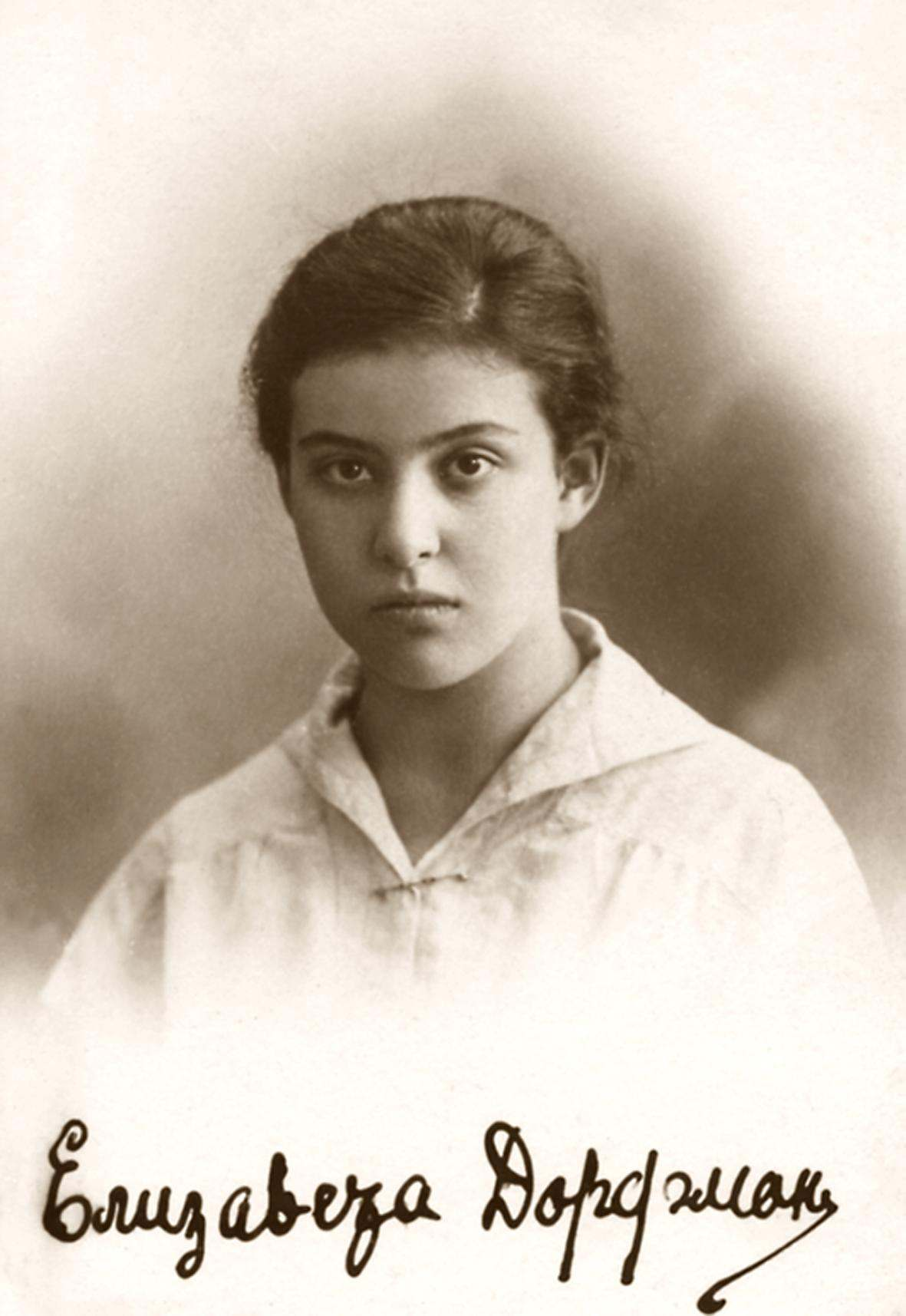
Елизавета Дорфман
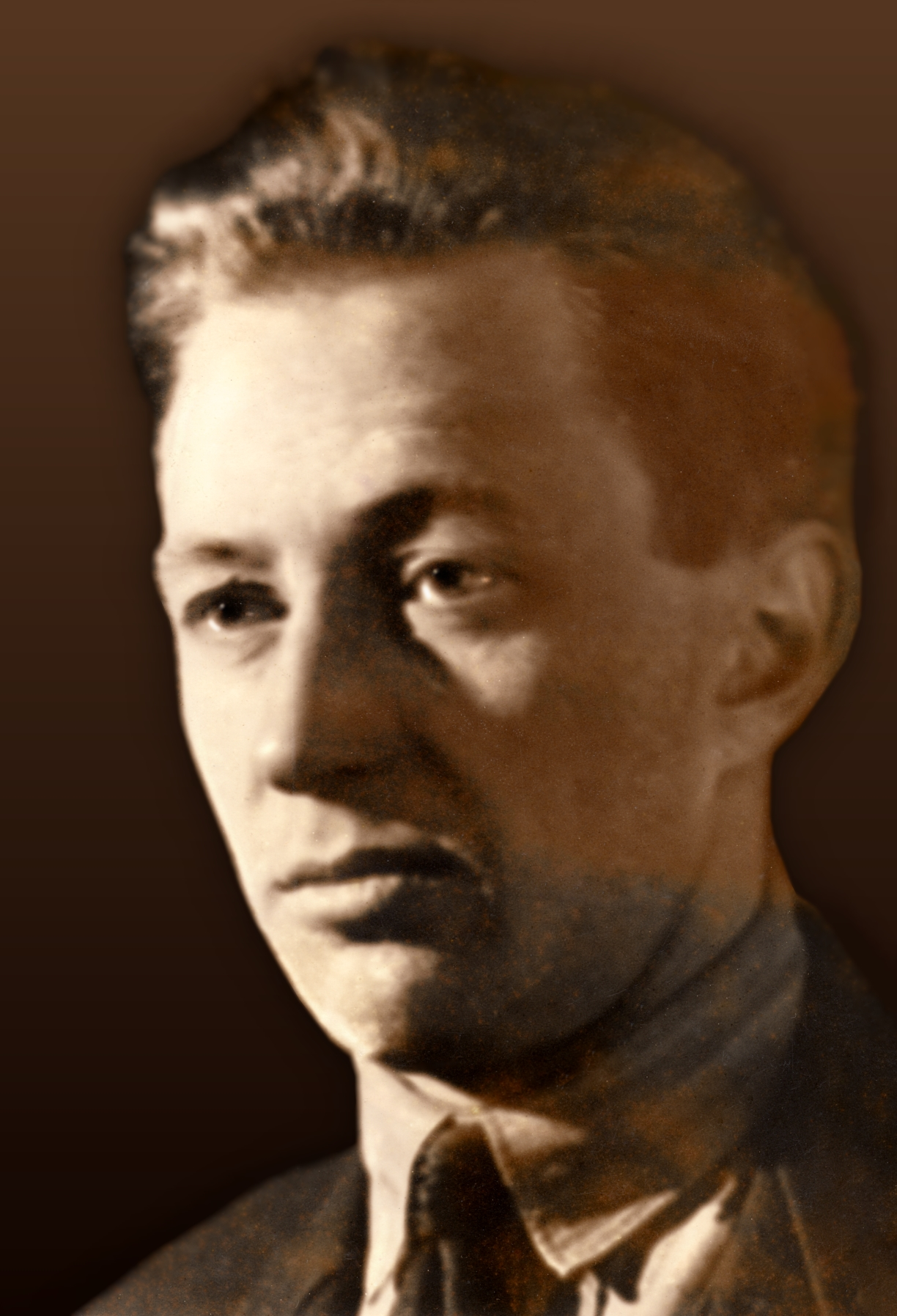
Сергей Маркин